# Democratische Partij van Socialisten van Montenegro
De Democratische Partij van Socialisten van Montenegro (Montenegrijns:  Демократска партија социјалиста Црне Горе, Demokratska partija socijalista Crne Gore, DPS) is een populistische, sociaaldemocratische en nationalistische Montenegrijnse politieke partij die op 22 juli 1991 werd opgericht en die van 1991 tot 2021 ononderbroken aan de macht was.

## Geschiedenis
De DPS is de opvolger van de Montenegrijnse Communistenbond (SKCG) die van 1945 tot 1989 de enige toegelaten partij was in de Socialistische Republiek Montenegro. Na de ineenstorting van het communisme in Joegoslavië werd het politieke bestel geliberaliseerd en wijzigde de SKCG haar naam in Democratische Partij van Socialisten van Montenegro (DPS). De eerste leider van de DPS was Momir Bulatović (1956-2019), die van 1993 tot 1998 president van Montenegro was. Hij was aanvankelijk tegen de ontbinding van de Socialistische Federale Republiek Joegoslavië en anders dan veel andere deelrepublieken zoals Bosnië-Herzegovina en Kroatië besloot Montenegro samen met Servië de Federale Republiek Joegoslavië te vormen. Hij en zijn DPS steunden het beleid van de Servische president Slobodan Milošević en bij de federale verkiezingen van 1992 vormden de DPS en de Socialistische Partij van Servië van Milošević een lijstverbinding die een meerderheid verkreeg in het federale parlement. Bij de in datzelfde jaar gehouden parlementsverkiezingen in Montenegro werd de DPS met 46 zetels de grootste partij. Bij de verkiezingen van 1996 verloor de DPS een zetels, maar bleef de grootste partij. Bij de in dat jaar gehouden verkiezingen voor het Joegoslavische federale parlement won de DPS 20 zetels.

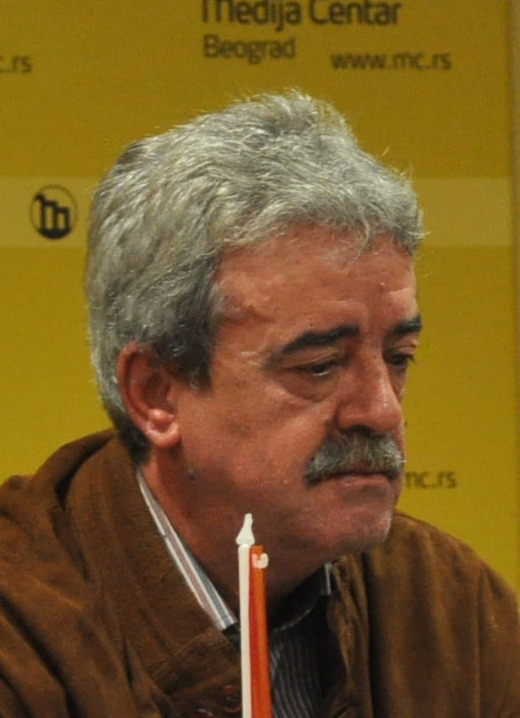
Momir Bulatović, partijleider tussen 1991 en 1997

De internationale sancties die gericht waren tegen Joegoslavië, troffen ook Montenegro. Premier Milo Đukanović, een hervormingsgezind lid van de DPS streefde naar een zelfstandiger Montenegro en stond kritisch ten opzichte van Milošević. Het kwam tot een breuk binnen de DPS waarbij de partij uiteenviel in twee partijen, de DPS CG van Đukanović en DPS MB Bulatović; laatstgenoemde bleef zich onvoorwaardelijk achter de Servische president opstellen. Bij de presidentsverkiezingen van 1997 nam Đukanović het tegen zittend president Bulatović op en wist hem met een kleine marge te verslaan. Aanvankelijk weigerde Bulatović de uitslag te accepteren; maar op 15 januari 1998 werd Đukanović als president van Montenegro beëdigd. Kort daarop werd de DPS MB van Bulatović omgevormd tot de Socialistische Volkspartij van Montenegro (SNP). 
Onder het leiderschap van Đukanović keerde Montenegro zich langzaam maar zeker af van Servië en haar president. Bij de Montenegrijnse parlementsverkiezingen van 1998 werd de SNP van Bulatović de grootste individuele partij in het parlement, maar de coalitie DPS en andere partijen werd bij de verkiezingen met 42 zetels het grootst.
Ondanks de goede betrekkingen die Đukanović met het westen onderhield - zo kwam er voedselhulp uit de Verenigde Staten van Amerika - besloot de NAVO bij de bombardementen op Joegoslavië in 1999 Montenegro niet te sparen. Wel wist Đukanović dankzij onderhandelingen de bombardementen op zijn land dankzij onderhandelingen zoveel mogelijk af te wenden.

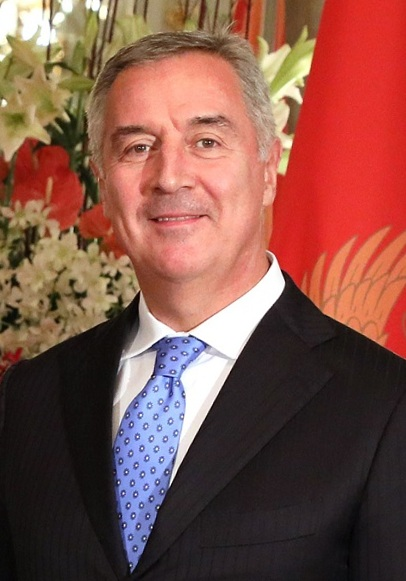
Milo Đukanović, partijleider van 1998 tot 2023

Na de val van Milošević (oktober 2000) begon de DPS zich uit te spreken voor een onafhankelijk Montenegro. De verkiezingen van 2002 stonden in het teken van afscheiding van Joegoslavië, waar de DPS zich hard voor maakte. Bij een referendum op 21 mei 2006 sprak 55,5% van de Montenegrijnse kiezers zich uit vóór een zelfstandige staat, los van Servië. Op 3 juni 2006 werd het land een zelfstandige republiek. Na het bereiken van onafhankelijkheid is de DPS zich gaan inzetten voor integratie van Montenegro in de Europese Unie. Met haar pro-Europese programma wist de DPS de verkiezingen van 2006, 2012 en 2016 te winnen. De opvolger van Đukanović als president was Filip Vujanović, die dit ambt van 2002 tot 2018 bekleedde; Đukanović bekleedde in die jaren tot driemaal toe het premierschap. In 2018 werd Đukanović voor een tweede termijn als president gekozen. 
In 2019 en 2020 was het onrustig in Montenegro en waren er voortdurend demonstraties tegen het DPS-regime. Er werd gedemonstreerd tegen de corruptie in het land en veel Servisch-orthodoxe christenen demonstreerden tegen het feit dat zij zich gediscrimineerd voelden; de demonstraties werden grimmiger nadat het parlement een wet had aangenomen die het de regering mogelijk maakte goederen van Servisch-Orthodoxe Kerk (veruit het grootste kerkgenootschap in het land) te confisqueren. Volgens de DPS-regering spant de leiding van de Servisch-Orthodoxe Kerk samen met de Servische regering om Montenegro te destabiliseren. De DPS steunt (weliswaar niet openlijk) de Montenegrijns-Orthodoxe Kerk die men als nationaalgezind beschouwd.
Bij de Montenegrijnse parlementsverkiezingen van 2020 wist de oppositie van links tot rechts de krachten te bundelen en de verkiezingen te winnen. Hiermee kwam een einde aan meer dan dertig jaar DPS-regime. Bij de presidentsverkiezingen van 2023 werd president Đukanović, wiens populariteit al jaren daalde, niet herkozen: hij verloor ruim van Jakov Milatović van de partij Europa Nu (Pokret Evropa sad, PES), die kon rekenen op de steun van vrijwel de voltallige oppositie. Hiermee kreeg Montenegro voor het eerst sinds 1990 een president van een andere partij dan de DPS. Na zijn nederlaag legde Đukanović het partijleiderschap na bijna 25 jaar neer. Danijel Živković werd hierop aangesteld om de functie waar te nemen.

## Ideologie
De DPS heeft zich in de loop der jaren ontwikkeld van een pro-Joegoslavische democratisch socialistische partij tot een pro-Europese, sociaaldemocratische, nationalistische en neoliberaal georiënteerde partij.
De DPS is aangesloten bij de Progressieve Alliantie en de Socialistische Internationale.

## Partijvoorzitters
| No. | Voorzitter                  | Voorzitter | Begintermijn    | Eindtermijn     |
| --- | --------------------------- | ---------- | --------------- | --------------- |
| 1   | Momir Bulatović (1956–2019) |            | 22 juni 1991    | 19 oktober 1997 |
| 2   | Milica Pejanović (1959)     |            | 19 oktober 1997 | 31 oktober 1998 |
| 3   | Milo Đukanović (1962)       |            | 31 oktober 1998 | 6 april 2023    |
| –   | Danijel Živković (1987)     |            | 6 april 2023    |                 |

- Vicevoorzitter was van 1991 tot 2015 Svetozar Marović, die van de stichting in 2003 tot de opheffing in 2006 president was van de confederatie van Servië en Montenegro.

## Verkiezingsresultaten
| Zetelverdeling | Zetelverdeling | Zetelverdeling | Zetelverdeling |
| Jaar           | %              | Zetels         | Totaal         |
| -------------- | -------------- | -------------- | -------------- |
| 1992           | 42,66          | 46             | 85             |
| 1996           | 49,92          | 45             | 71             |
| 1998           | 48,87          | 32             | 78             |
| 2001           | 42,04          | 30             | 77             |
| 2002           | 48,00          | 31             | 75             |
| 2006           | 48,62          | 32             | 81             |
| 2009           | 51,94          | 35             | 81             |
| 2012           | 45,60          | 32             | 81             |
| 2016           | 41,41          | 35             | 81             |
| 2020           | 35,06          | 29             | 81             |
| 2023           | 23,26          | 17             | 81             |